# Giovanni Antonio Viscardi
Giovanni Antonio Viscardi (San Vittore, cerca de Roveredo, 27 de diciembre de  1645 - Múnich,  9 de septiembre  de 1713) fue un maestro de obras suizo del período barroco natural de los Grisones que trabajó principalmente en Baviera. Allí fue durante un tiempo arquitecto de la corte, introdujo el estilo barroco tardío en Múnich y tuvo un efecto formativo en la siguiente generación de arquitectos.

## Biografía

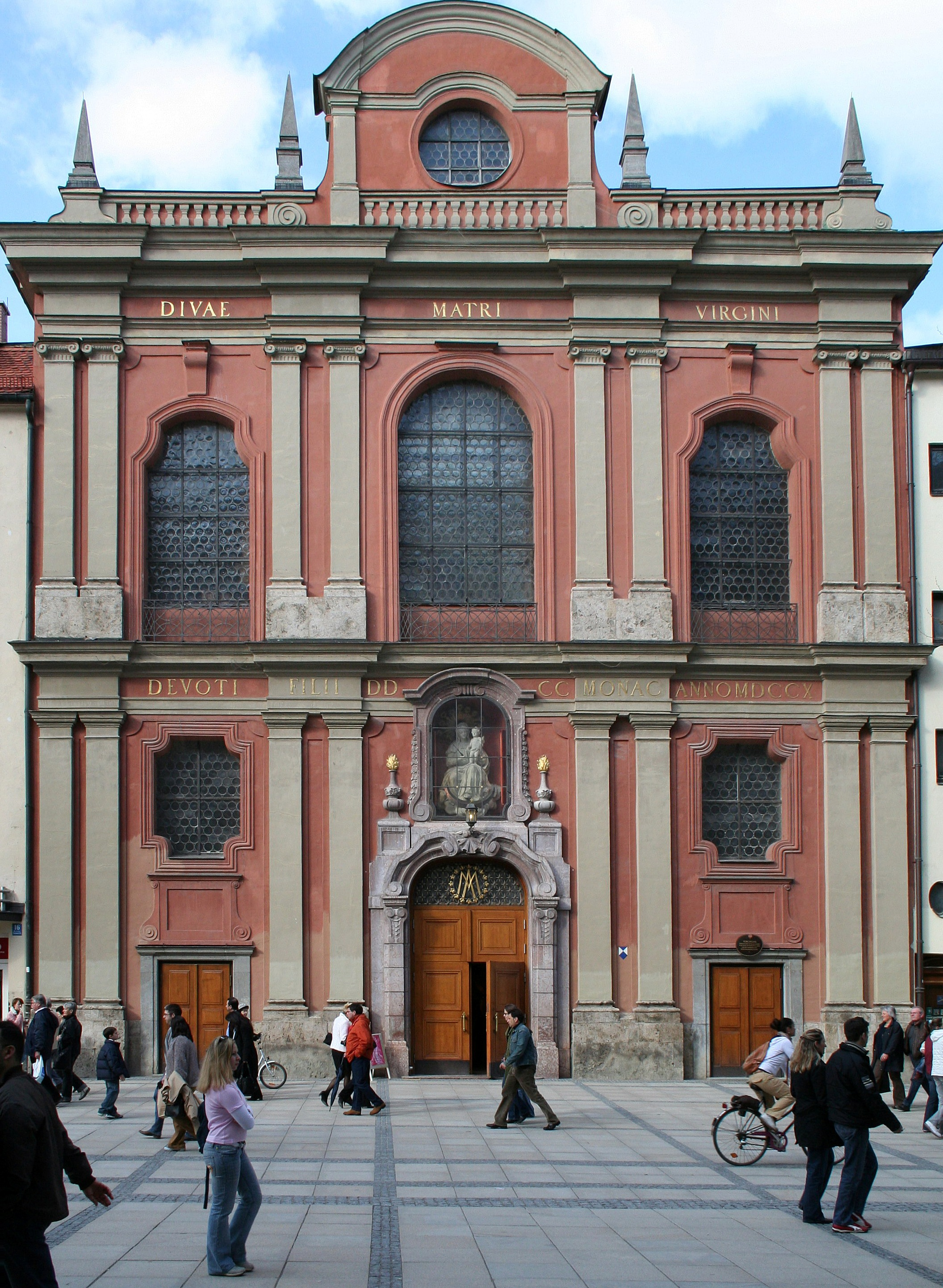
El Bürgersaal (salón cívico) en Múnich, 1709-1710

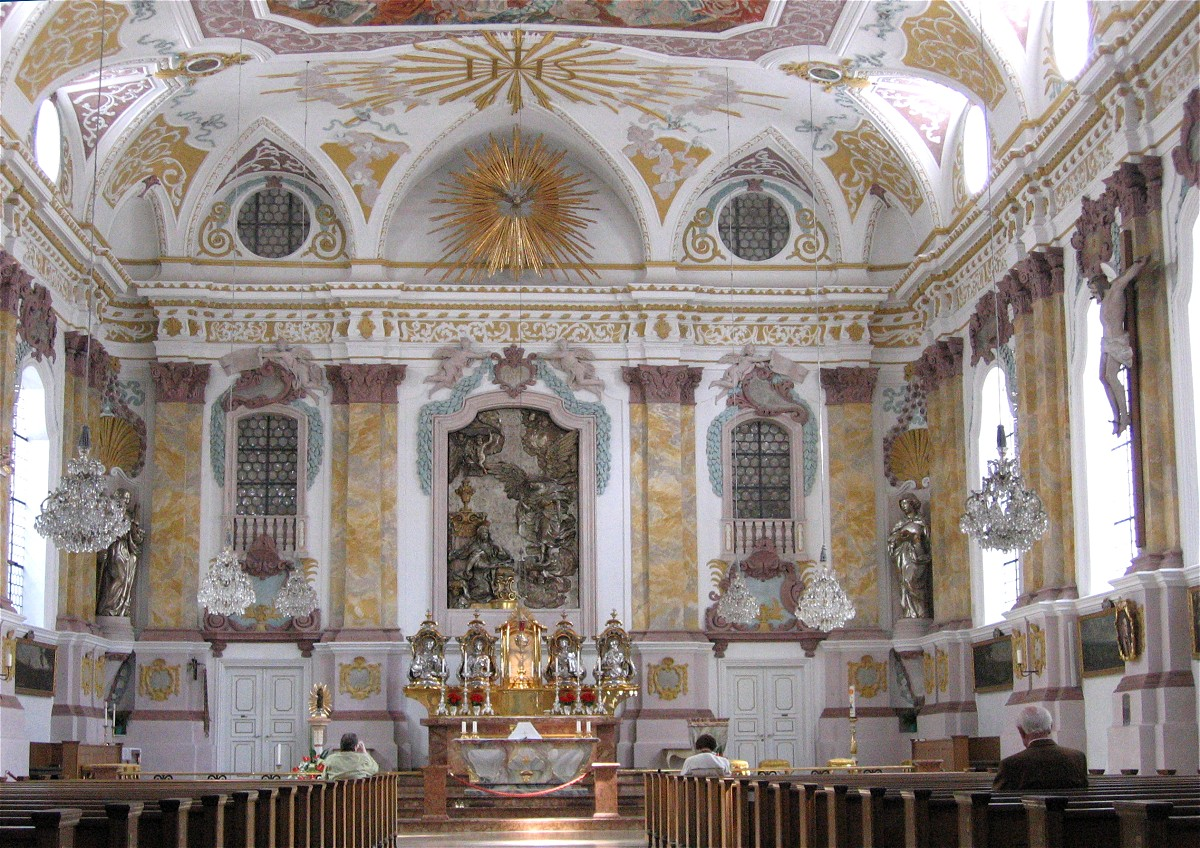
Interior del Bürgersaal

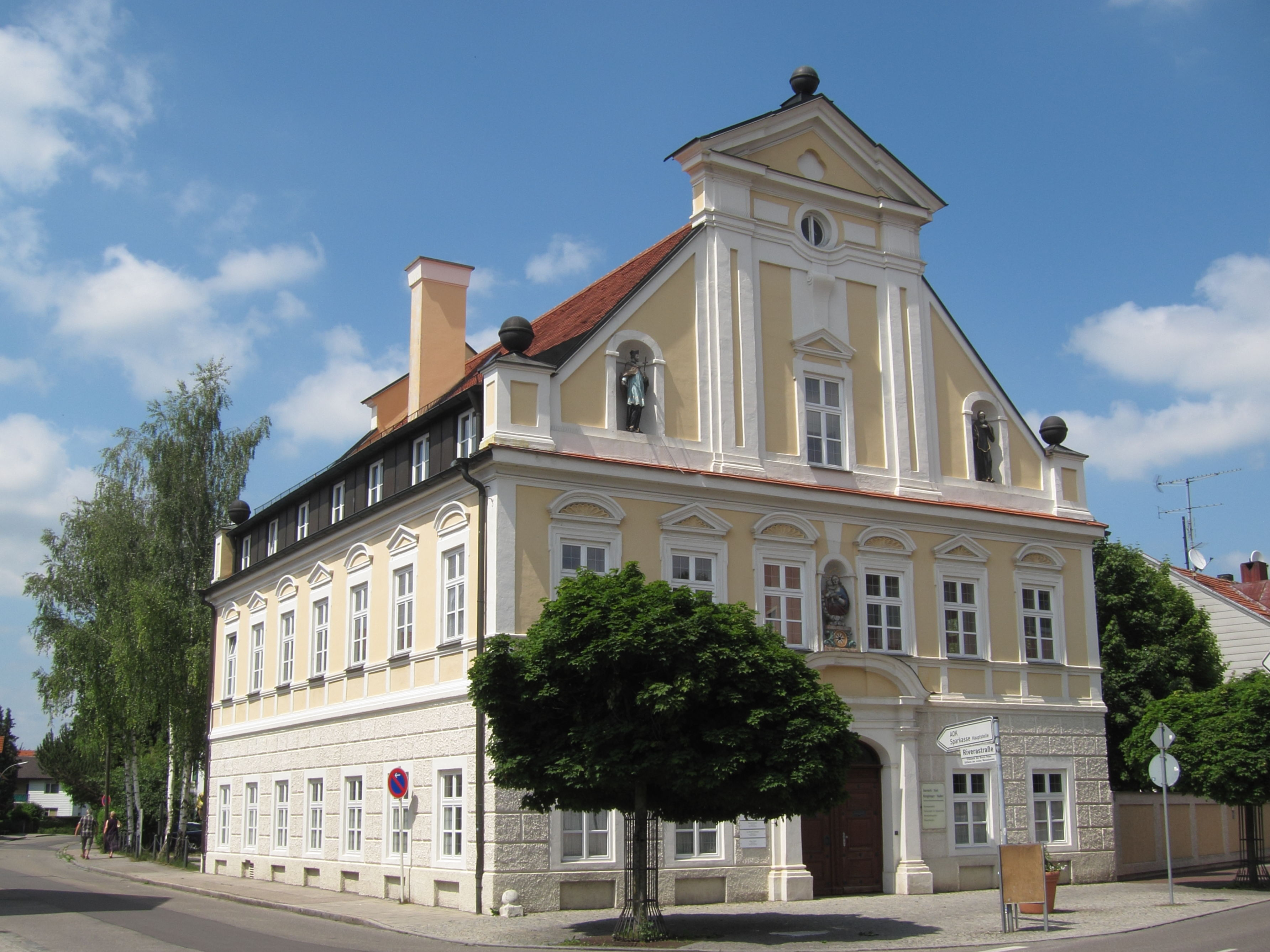
Palacio Rivera en Erding

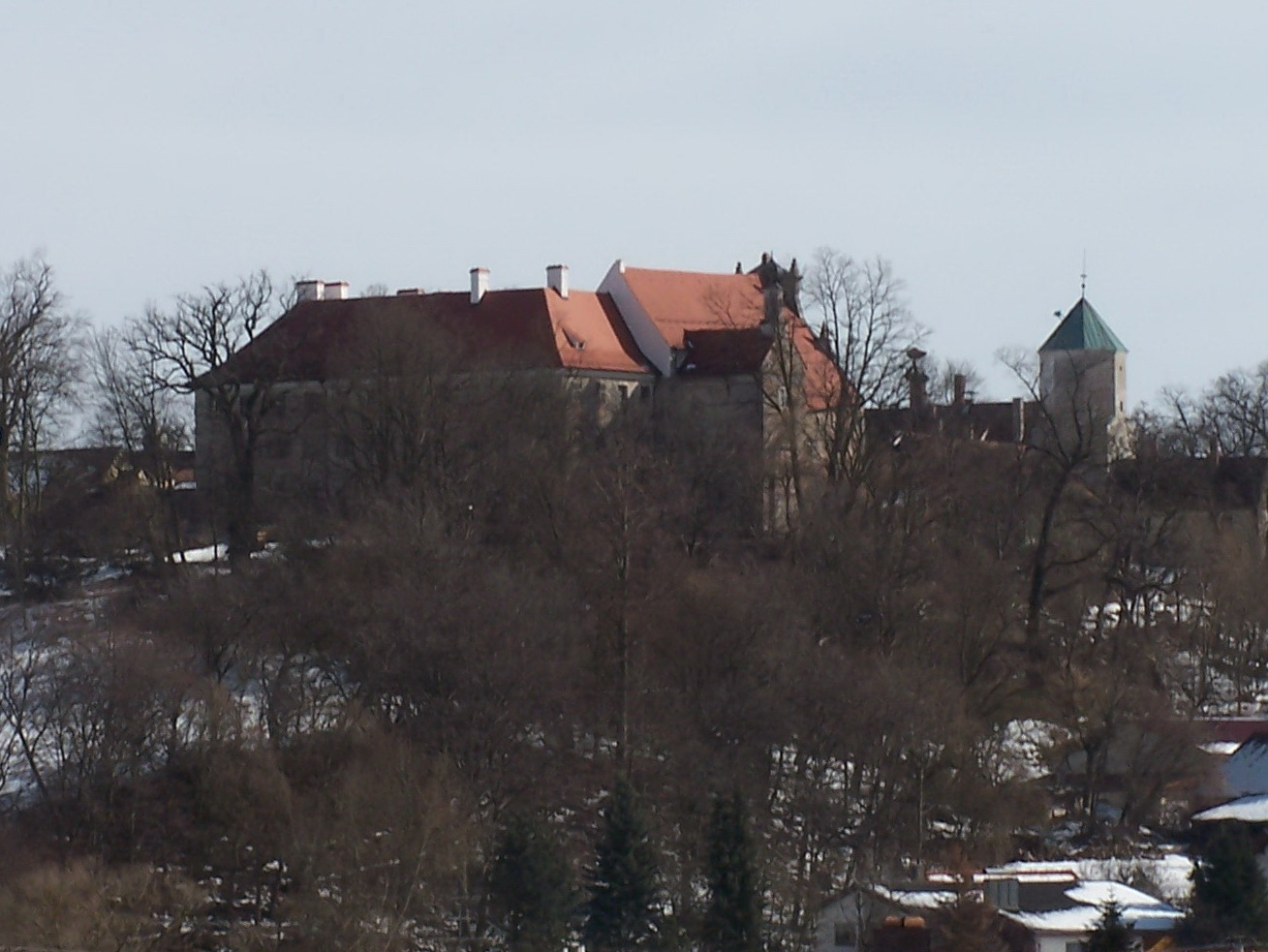
Castillo de Oberköllnbach

Giovanni Antonio era hijo de Bartolomeo y de su esposa Marta. El 27 de diciembre de 1645, Viscardi fue bautizado en San Vittore, cerca de Roveredo, en la parte de habla italiana de los Grisones, cerca de la frontera con el Ticino. Desde mediados del siglo XVI, muchos de sus antepasados, como su abuelo Giovanni Antonio o su bisabuelo Bartolomeo, habían trabajado como maestros albañiles, maestros de obras municipales o maestros de obras al norte de los Alpes, desde Baviera hasta Estiria e incluso en Maguncia. Giovanni pasó su aprendizaje con su padre Bartolomeo, que estaba al servicio del elector Maximiliano I de Baviera (r. 1597-1651). Bartolomeo está documentado en Baviera desde 1630, cuando fue citado ante la corte del elector de Baviera para un peritaje. 
Giovanni Antonio, cuando aún no tenía 30 años, ayudó al maestro de obras de la corte bávara electoral Enrico Zuccalli en la conversión de la iglesia de peregrinación de Santa Magdalena en Altötting como guardián. Un año más tarde se casó con María Magdalena Tognola de San Vittore, en San Vittore, y se llevó a su joven esposa a Múnich, donde en 1678 sucedió a Kaspar Zuccalli como maestro albañil del elector Fernando María (r. 1651-1679). A pesar de una buena relación inicial con su superior Enrico Zuccalli, fue despedido en 1689 tras una disputa con el maestro de obras. Su puesto recayó en el yerno de Zuccalli, Trubillio.
En la segunda fase de su carrera, Viscardi ejerció principalmente como arquitecto autónomo y desarrolló una actividad animada y exitosa en Múnich y sus alrededores. Para la abadía cisterciense de Fürstenfeld diseñó el edificio del monasterio (Kloster Fürstenfeld). Viscardi también trabajó para muchas otras órdenes religiosas, clientes nobles y burgueses de la época.
Construyó el nuevo monasterio para los salesianos de Múnich, remodeló la iglesia de peregrinación de Loh para los benedictinos del monasterio de Metten, construyó el monasterio en Landshut para los jesuitas, renovó la sala y la iglesia del colegio jesuita de San Miguel de Múnich y amplió el monasterio benedictino de Benediktbeuern. El hermano del elector, el duque Maximiliano Felipe (1638-1705), le hizo construir el pequeño palacio en Türkheim. Franz Graf von Haunsperg construye con él el castillo Hofberg, cerca de Landshut. La condesa María Adelheid Theresia von Rivera-Preysing le encargó una casa adosada en Múnich. El consejero privado von Joner es el constructor del castillo Neuhofen en Múnich- Sendling. Estas casas de campo y residencias de verano marcaron el estilo de la arquitectura secular del barroco tardío bávaro. En aquella época, la empresa Viscardi contaba con numerosos jefes de obra, supervisores y casi 150 operarios de renombre.
Como maestro de obras, Viscardi alcanzó la cima de su obra en el nuevo siglo. Bajo su dirección se construyeron la iglesia parroquial de San Esteban en Steindorf, cerca de Mering, y la iglesia premonstratense en Neustift, cerca de Freising. Se está reconstruyendo la iglesia de los jesuitas en Augsburgo, se coloca la primera piedra de la nueva iglesia abacial de la abadía de Fürstenfeld y comienza la construcción del coro. Luego, sin embargo, la construcción se detuvo  inmediatamente por falta de dinero. El elector debía pagos al monasterio.
La obra principal de esta fase, sin embargo, es la iglesia de peregrinación de Mariahilf (1700-1710) en Freystadt, en el Alto Palatinado, como edificio de planta central e iglesia en forma de cruz griega con cúpula con linterna y rodeado por cuatro pequeñas torres angulares, que también muestra la típica vista Viscardi en el diseño de paredes y columnas. En el diseño interior, esta iglesia muestra más claramente su estilo personal. Los estucos de la iglesia son de Pietro Francesco Appiani, los frescos de la vida de María fueron creados por Hans Georg Asam con el apoyo de sus hijos Cosmas Damian y Egid Quirin. Fue consagrada el 3 de agosto de 1710.
Con la construcción simultánea de los nuevos palacios Nymphenburg y Schleissheim, que fueron impulsados rápidamente por el elector Maximiliano II Emanuel (r.1679-1706 y 1714-1726), la autoridad de construcción de la corte también se vio obviamente sobrecargada por el arquitecto jefe de la corte Zuccalli, que había diseñado esos edificios. Por lo tanto, en 1702 se encomendó a Viscardi la construcción adicional del palacio de Nymphenburg. Después de la destitución de Zuccalli tras el exilio del elector bávaro durante la ocupación austriaca, Viscardi fue nombrado arquitecto jefe de la corte bávara en 1706 por la administración imperial de Baviera y en 1713 incluso fue nombrado arquitecto jefe de la corte imperial y del país.
En 1709-1710 Viscardi trazó los planos de la Bürgersaal de Múnich, en 1712 completó el Palacio Rivera en Erding y en 1713 construyó la capilla del palacio del Nymphenburg.
El punto culminante artístico al final de su vida fue la construcción de la Iglesia de la Trinidad de Múnich en lo que hoy es la Pacellistrasse, cuya fachada fue calificada por el biógrafo de Viscardi, Karl-Ludwig Lippert, como una «pieza de gabinete de diseño personal» y considerada «una de las piezas más interesantes y atractivas del barroco muniqués». Viscardi introdujo con su fachada el barroco tardío en Múnich. La iglesia fue terminada en 1718, cinco años después de la muerte de Viscardi.
Giovanni Antonio Viscardi murió el 9 de septiembre de 1713 en Múnich. Su capataz  Johann Georg Ettenhofer completó algunas de las obras que tenía en construcción. Con la muerte de Viscardi, en Kurbayern llegó a su fin el largo dominio de los maestros de obras de Misox. Las fuerzas locales y, tras el regreso del elector Maximiliano II Emanuel del exilio, los arquitectos formados en Francia estaban tomando ahora la iniciativa. Sin embargo, Viscardi tuvo un efecto duradero, su influencia aún se puede sentir en Johann Michael Fischer y Johann Baptist Guetzrhainer, su iglesia de peregrinación en Freystadt es un modelo inconfundible para la Frauenkirche de Dresde.

## Reconocimientos
La Viscardigasse, detrás del Feldherrnhalle de Múnich, recuerda al famoso maestro de obras barroco. Durante el Tercer Reich, los lugareños la llamaban Drückebergergasse porque era utilizada por los ciudadanos que querían evitar el saludo hitleriano obligatorio al pasar por un monumento nacionalsocialista.
En la ciudad de Fürstenfeldbruck se inauguró en 1973-1974 una escuela primaria de nueva construcción, que el Ministerio de Educación de Baviera llamó oficialmente Viscardi-Gymnasium el 26 de julio de 1974, a sugerencia del personal docente.

## Selección de edificios
- Castillo de Oberköllnbach (1695-1700), para Franz Graf von Haunsperg.
- Iglesia del monasterio de Neustift en Freising (hacia 1700), reconstruida por el cantero de la corte de Freising, Johann Jakob Mafiol, bajo la dirección deViscardi (1700-1722).
- Monasterio de Schäftlarn (hasta 1707).
- Iglesia de peregrinación de Mariahilf (1700-1710), en Freystadt.
- Planos para la iglesia del monasterio de la Asunción en Fürstenfeldbruck (1701).
- Ampliación del Palacio de Nymphenburg a partir de 1702.
- Bürgersaal (1709-1710), en Múnich.
- Iglesia de la Trinidad en Múnich (1711-1718), acabada por Zucalli.
- Palacio Rivera en Erding (1712).

Edificios religiosos de Viscardi
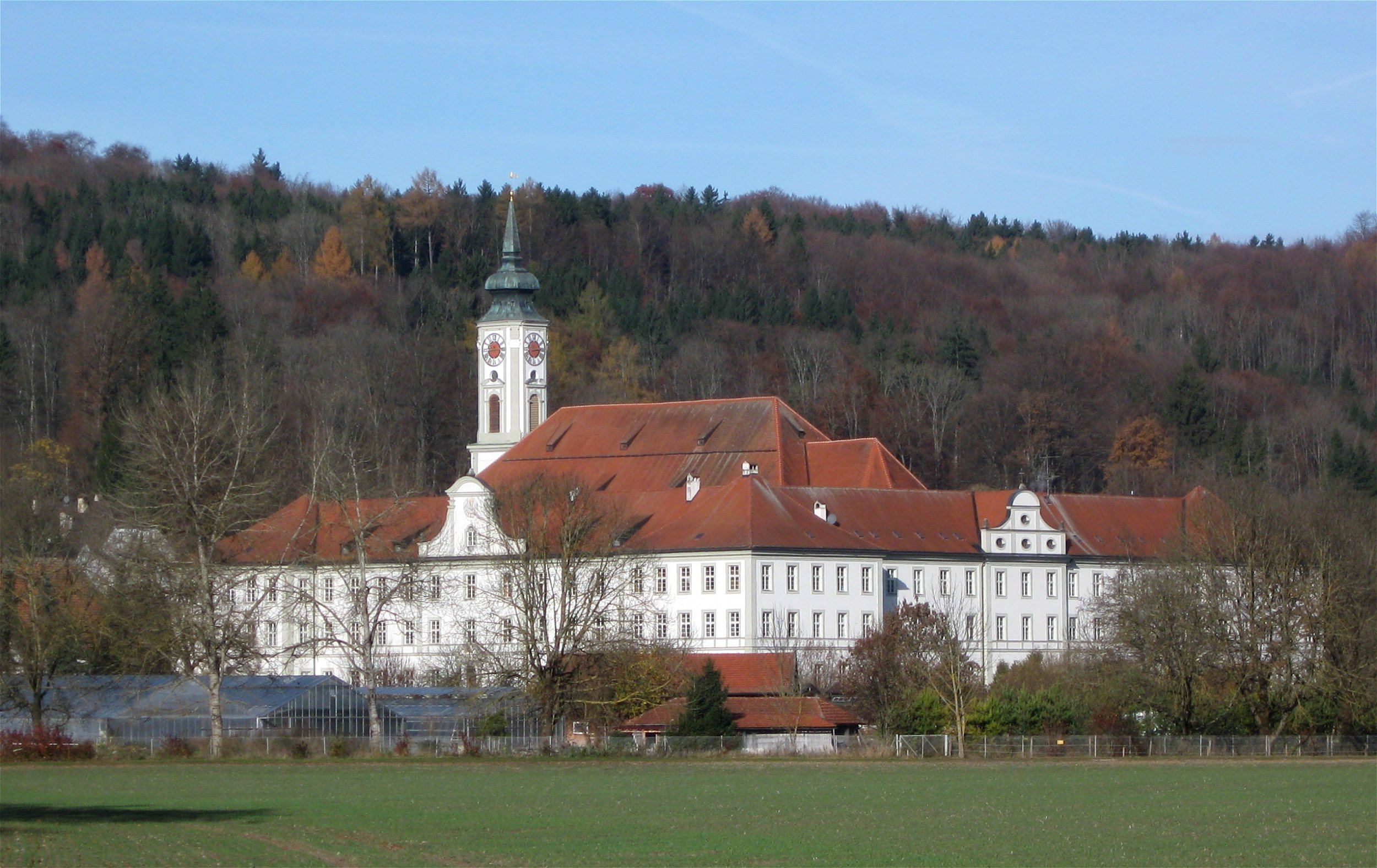
Abadía benedictina de Schäftlarn, vista  desde el sureste
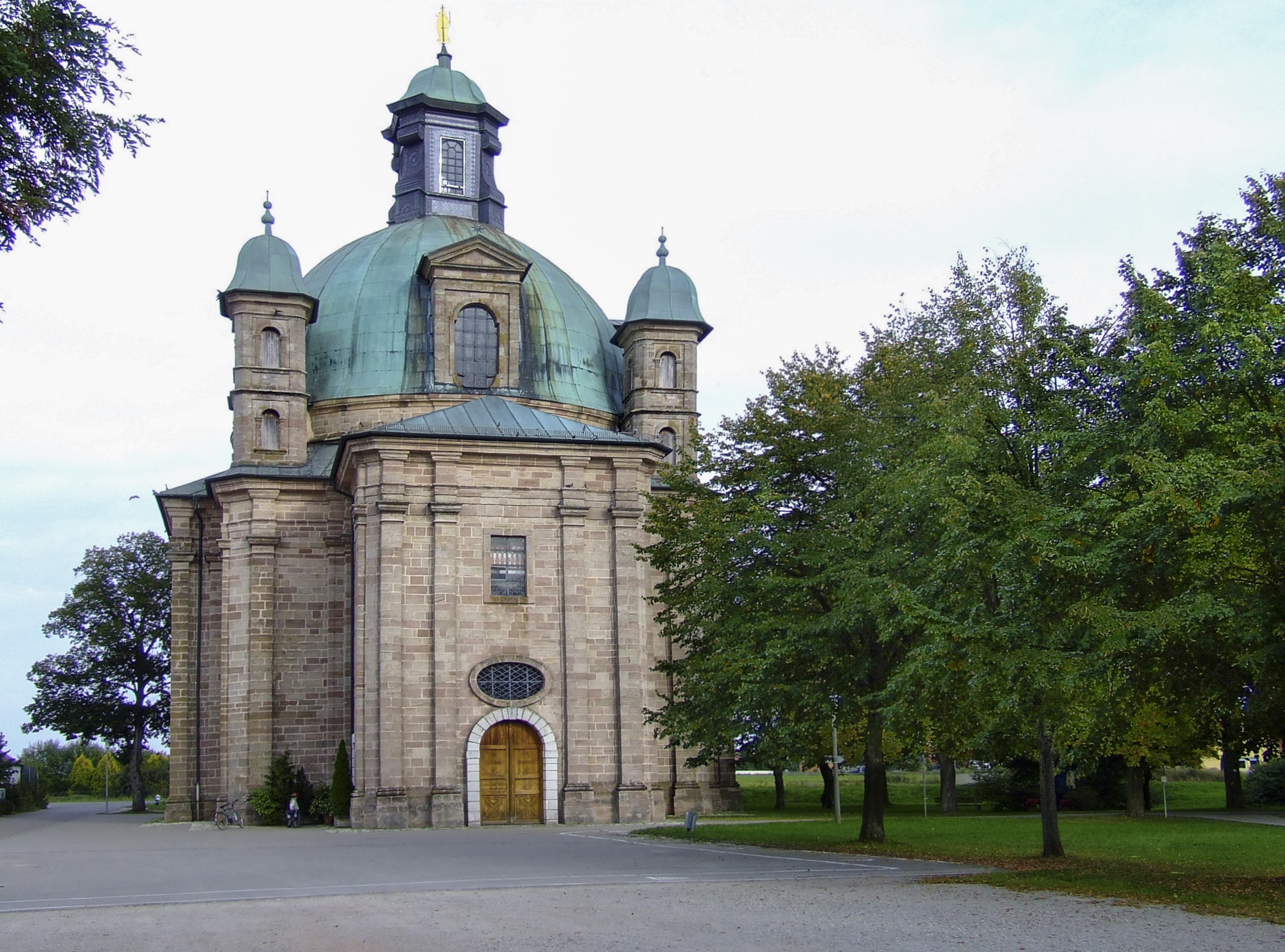
Iglesia de peregrinación Maria Hilf (Freystadt), vista desde el oeste
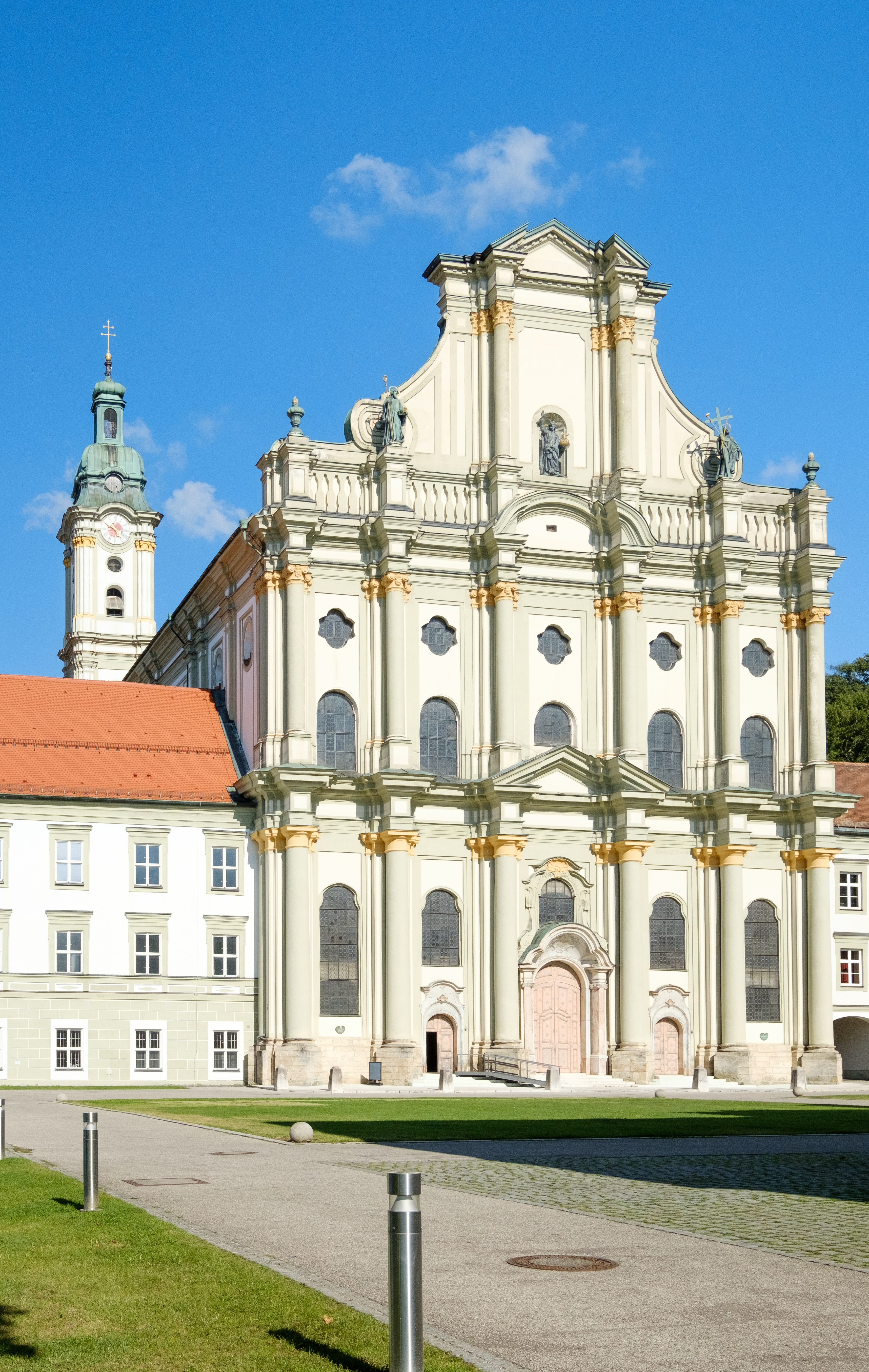
Antigua iglesia del monasterio de Santa María de la Asunción
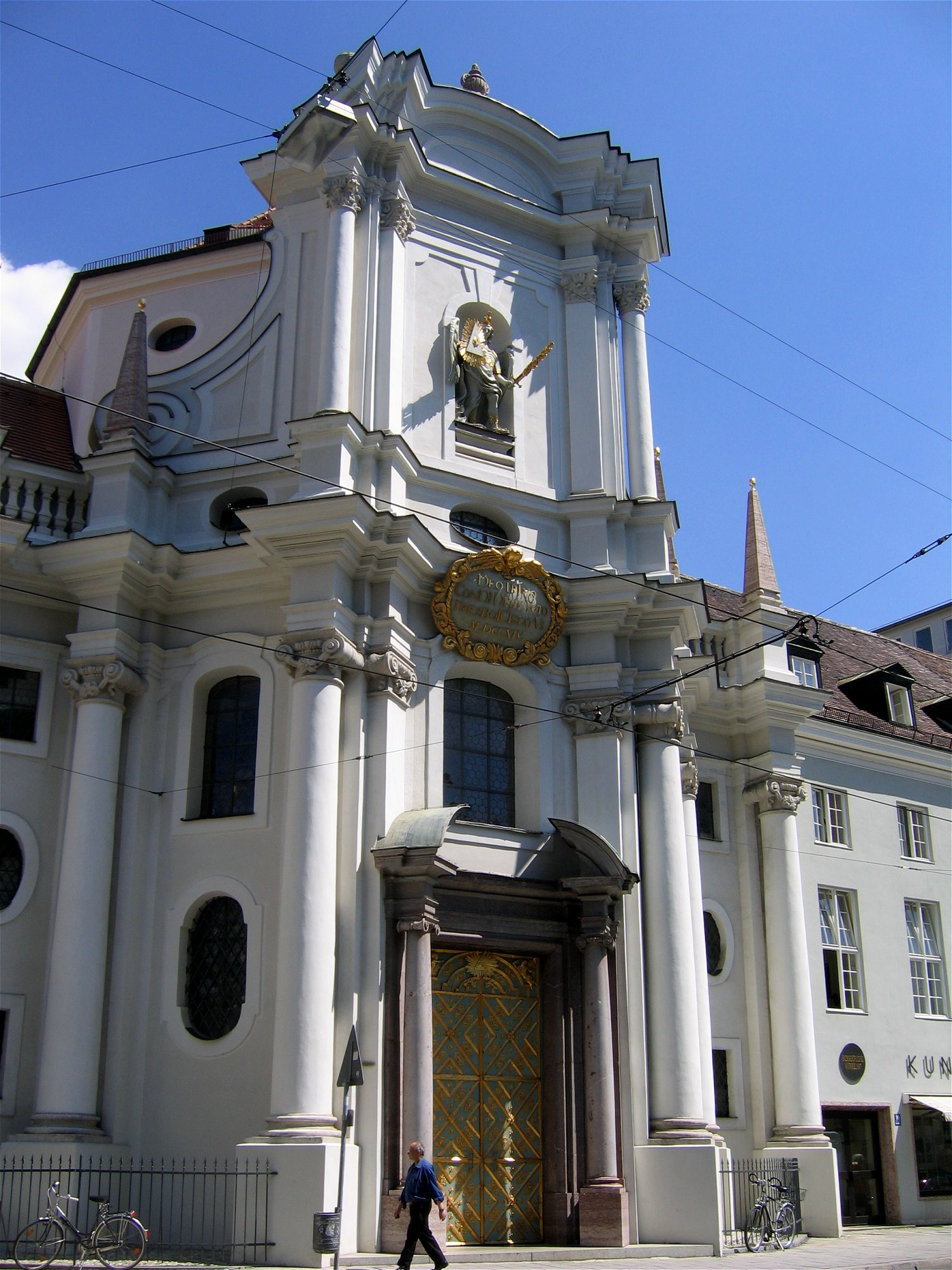
Iglesia de la Trinidad en Múnich
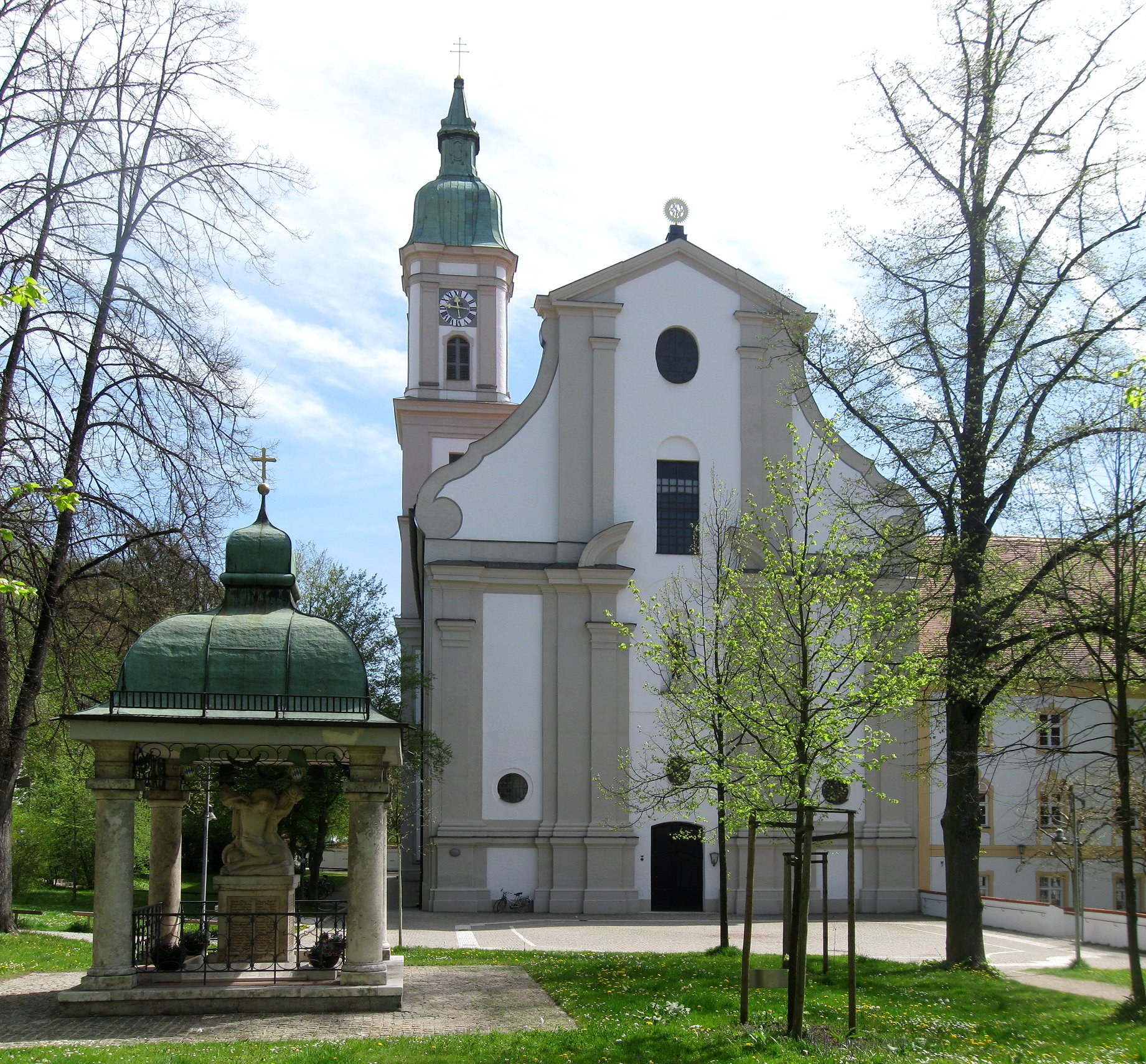
Iglesia del monasterio de Neustift en Freising